# Memel I
Memel I est un village du Cameroun situé dans la région du Sud et le département de l'Océan. Il fait partie de la commune de Bipindi et se trouve à 9 km de Bipindi sur la route qui relie Bipindi à Song Mahi.

## Population
En 1966, la population était de 345 habitants. Le village disposait avant 1966 d'une école publique à cycle complet. Lors du recensement de 2005, le village comptait 432 habitants dont 206 hommes et 226 femmes, principalement des Bassa.